# Christopher Lee
Pour les articles homonymes, voir Christopher Lee (homonymie) et Lee.
Christopher Lee [ˈkɹɪstəfə(ɹ) liː] est un acteur, producteur, orateur, musicien, chanteur et photographe britannique, né le 27 mai 1922 à Belgravia (Londres) et mort le 7 juin 2015 à Chelsea (Londres).
Il est l'un des acteurs britanniques les plus prolifiques, avec plus de 225 films à son actif. Il est également célèbre pour sa polyvalence artistique.
En 1958, il est révélé au cinéma grâce à son interprétation légendaire du comte Dracula dans une série de films produits par les studios britanniques Hammer Film Productions. Par la suite, sa haute stature et sa voix de basse lui ont valu d'interpréter principalement des personnages inquiétants : il est apparu dans de nombreux films d'épouvante, sans se limiter au genre. En 1974, il incarne le méchant Francisco Scaramanga dans L'Homme au pistolet d'or, un film de la saga James Bond avec Roger Moore dans le rôle de l'agent secret et Hervé Villechaize dans celui de Tric-Trac.
Il est aussi familier de l'univers de Sherlock Holmes. Après avoir incarné sir Henry Baskerville dans Le Chien des Baskerville, il interprète trois fois le célèbre détective, ainsi que son frère Mycroft dans La Vie privée de Sherlock Holmes.
À la fin de sa carrière, Christopher Lee apparaît dans de grandes productions hollywoodiennes telles que Sleepy Hollow et, à plus de 80 ans, dans deux sagas majeures où il se fait remarquer à nouveau dans des rôles d'antagonistes marquants : Star Wars, où il incarne le comte Dooku, et Le Seigneur des anneaux où il interprète Saroumane. Il reprend ce personnage dix ans plus tard dans la trilogie Le Hobbit et meurt peu après, à l'âge de 93 ans. Par le biais d'archives audio, il est présent de manière posthume dans le film d'animation Le Seigneur des Anneaux : La Guerre des Rohirrim, sorti en 2024.
Déjà comte Carandini par sa mère, il est anobli britannique en 2009, devenant ainsi Sir Christopher Lee.

## Biographie

### Enfance, formation et débuts
Christopher Lee naît à Belgravia, un quartier de Londres, le 27 mai 1922. Fils de Geoffrey Trollope Lee, lieutenant-colonel dans le 60e régiment d'infanterie royal (60th King's Royal Rifle Corps) et de la comtesse Estella Maria Carandini di Sarzano. Il a une sœur de cinq ans son aînée, Xandra (future mère de l'actrice Harriet Walter). Il est le cousin par alliance de Ian Fleming, auteur de la série des James Bond.
Les parents de Lee se séparent lorsqu'il a quatre ans et divorcent deux ans plus tard. Pendant cette période, sa mère les emmène, sa sœur et lui, à Wengen en Suisse. Puis il est inscrit à l'Académie de Miss Fisher à Territet, où il joue son premier rôle, celui du Nain Tracassin. Ils retournent ensuite à Londres, où Lee fréquente l'école privée de Wagner à Queen's Gate, et sa mère épouse Harcourt George St-Croix Rose, un banquier et oncle de Ian Fleming. Fleming, auteur des romans James Bond, devient ainsi le demi-cousin de Lee. La famille déménage à Fulham, vivant à côté de l'acteur Eric Maturin.
Espérant intégrer le très prestigieux Eton College, le jeune Christopher est d'abord admis à la très sélective école préparatoire Summer Fields School (en), dans la région d'Oxford, où il étudie la littérature classique, le grec ancien et le latin.
À la suite de revers de fortune liés à la grande dépression, sa famille le contraint à concourir à une bourse scolaire qui lui échappe de peu à Eton, mais qu'il obtient en seconde tentative à Wellington College (en), une institution plus ouvertement militaire. Désargentée et séparée de son beau-père ruiné, sa mère lui enjoint d'abandonner ses études pour gagner sa vie un an avant d'aborder le second cycle.
En 1939, alors âgé de 17 ans, il assiste à la dernière exécution publique en France, à Versailles,.
Enchaînant de petits emplois de coursier à la City, il se porte, au début de la Seconde Guerre mondiale, volontaire pour combattre l'Union soviétique lors de la Guerre d'Hiver l'opposant à la Finlande en 1939. Il est chargé de tâches de surveillance à l'arrière du front et ne combat pas. Il retourne en Angleterre après avoir passé deux semaines en Finlande. À bord du cargo qui le conduit en Scandinavie, il croise l'écrivain français Jean Fontenoy. En 1941, l'année même de la mort de son père, militaire en retraite, il s'engage dans la Royal Air Force en espérant devenir pilote. Comme une défaillance du nerf optique l'en empêche, on l'affecte au service des renseignements dans l'encadrement de pilotes. Lors de la reconquête de l'Afrique du Nord, il est affecté au Long Range Desert Group et au Special Operations Executive, puis il est promu au grade de « flight lieutenant » (capitaine) au moment de contribuer à la dénazification de l'Allemagne, ce qui l'amène à croiser plusieurs criminels de guerre et à témoigner de l'horreur des camps de concentration. En 2011, il s'exprime sur ses années passées durant la Guerre : « C'est de l'horreur et du sang réels. Lorsque la Seconde Guerre mondiale s'est terminée, j'avais 23 ans et j'avais déjà vu suffisamment d'horreurs pour toute ma vie. J'ai vu des choses affreuses, affreuses, sans dire un mot. »,.

### Premiers rôles (1946-1956)

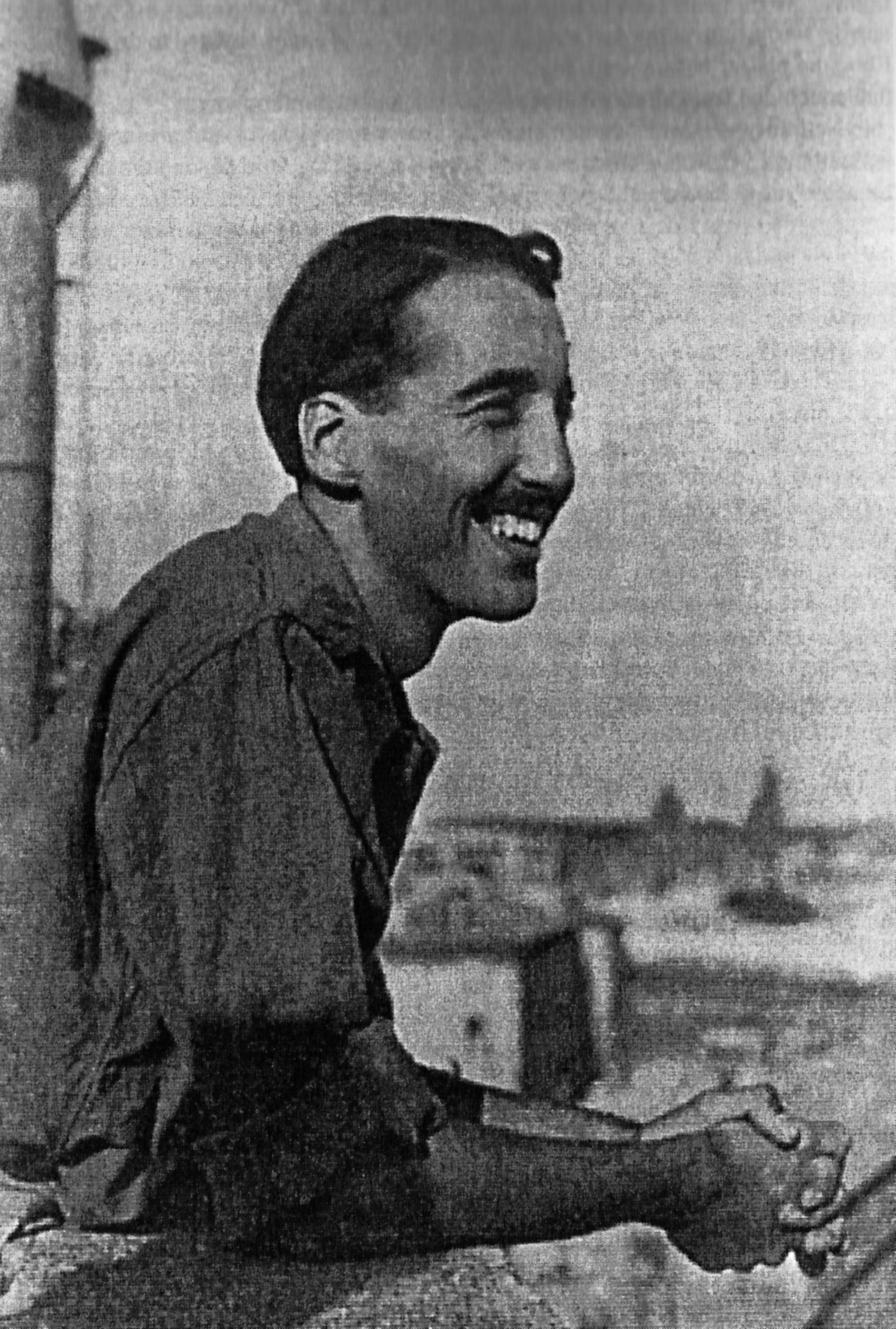
Christopher Lee en 1944 à Rome.

Après la démobilisation de 1946, Lee ignore encore ce que sera son avenir professionnel. Sur une suggestion de son cousin, le diplomate italien Nicolò Carandini (en), il opte pour le métier d'acteur et décroche un contrat de sept ans avec la firme cinématographique Rank. Il débute au cinéma en 1948 dans la romance fantastique L'Étrange Rendez-vous de Terence Young. La même année, il joue aux côtés de Sir Laurence Olivier dans une adaptation cinématographique d'une pièce de Shakespeare, Hamlet, laquelle a la particularité de l'associer pour la première fois à l'écran à son futur compagnon de route, Peter Cushing. Lee peine pendant dix ans avant de s'imposer dans le métier, sa trop grande taille (1,97 m) et son physique latin l'écartant de tout rôle significatif. Le plus souvent, en effet, les vedettes préfèrent s'entourer de partenaires au physique « standard » et d'une taille inférieure ou égale à la leur, afin qu'ils ne puissent « attirer l'attention du public » durant leurs scènes.
Au cours des années 1950, Lee tourne dans une trentaine de films, le plus souvent dans de petits rôles, parfois supprimés au montage. La plupart sont des films de seconde zone, destinés à une diffusion purement locale, mais quelques grands classiques du film d'aventure se détachent du lot : Capitaine sans peur de Raoul Walsh en 1951, Le Corsaire rouge de Robert Siodmak en 1952, Les Quatre Plumes blanches de Zoltan Korda en 1955, Au sud de Mombasa de George Marshall en 1956. En 1955, il joue un méchant dans L'Armure noire d'Henry Levin. Opposé à Errol Flynn, il se coupe un doigt durant un combat à l'épée.
De nombreux engagements à la télévision le préservent souvent du chômage. Il considère avoir percé lorsque Douglas Fairbanks Jr. a commencé à faire des films pour la British National Studios (en) à Borehamwood en 1952 : « J'ai joué différents rôles dans 16 d'entre eux et je suis même apparu avec Buster Keaton et cela s'est avéré un excellent terrain d'entraînement. »,.
Lee se forge une solide réputation d'acteur de second plan. Son nom est de plus en plus souvent mentionné aux génériques.

### Dracula
« Le succès des films de la Hammer a lancé ma carrière. Cela m’a immédiatement donné un nom et un visage qui va avec. Je serai toujours reconnaissant envers la Hammer pour cela. ».
— Christopher Lee pour le magazine Total Film  en 2005.
En 1957, sa grande taille devient un atout majeur. Il est appelé pour tenir le rôle de la créature dans le film d'horreur Frankenstein s'est échappé de Terence Fisher. Les droits sur le masque de la créature de Frankenstein étant détenus par Universal Pictures, Lee propose qu'on appose sur son visage un patchwork de visages pour se rapprocher de l'aspect du monstre de Frankenstein décrit par Mary Shelley dans son roman. Ce film, produit par les studios de la Hammer Film Productions, remporte un vif succès auprès du public britannique. Lee revient sur sa longue période d'acteur avant de trouver la reconnaissance avec ce film : « Au début, je ne connaissais rien à la technique du travail devant une caméra, mais pendant ces 10 années, j’ai fait la chose qui est si importante aujourd’hui : j’ai regardé, j’ai écouté et j’ai appris. Alors le moment venu, j'étais prêt... Bizarrement, à jouer un personnage qui ne disait rien. »,. Sur le tournage, il fait la rencontre du comédien Peter Cushing qui incarne le Dr Victor Frankenstein. Les deux hommes deviendront amis et collaboreront dans de nombreux projets les années suivantes.

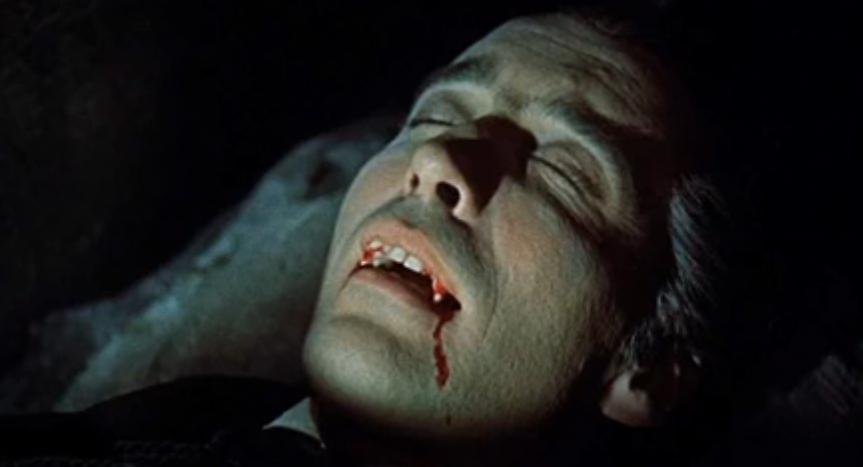
Christopher Lee dans Le Cauchemar de Dracula (1958).

C'est véritablement en 1958, avec le film Le Cauchemar de Dracula, également produit par la Hammer, réalisé par le même réalisateur et mettant en scène les mêmes acteurs, que le succès devient mondial. Autrefois interprété par l'acteur américain Béla Lugosi, l'interprétation légendaire du comte Dracula par Christopher Lee permet à celui-ci d'être reconnu en tant qu'acteur et de jouir d'une popularité planétaire dans le monde du cinéma. Pour ce qui est de sa performance, l'intéressé déclare en 2011 : « Avec moi, tout était question du pouvoir de suggestion pour rendre l'incroyable crédible »,. L'acteur est alors catalogué dans l'horrifique.
Son nom est indissociable de celui du fameux vampire de Transylvanie. De fait, Christopher Lee reprend ce rôle à dix reprises dans des films tels que Dracula, prince des ténèbres de Terence Fisher en 1966, Dracula et les Femmes de Freddie Francis en 1968 ou Les Cicatrices de Dracula de Roy Ward Baker en 1970. Dans Dracula, prince des ténèbres, Christopher Lee a décidé de rendre le personnage silencieux car les lignes de texte « n'étaient pas bonnes et je ne pouvais rien faire avec elles. »,.
À la suite du succès de ce premier opus, les studios de la Hammer entreprennent une série de films d'horreur réunissant de nouveau le tandem qu'il forme avec Peter Cushing dans La Malédiction des pharaons et Le Chien des Baskerville, en 1959 réalisés par Terence Fisher.
Les deux acteurs partagent ensuite l'affiche dans plus de vingt productions, pour la plupart produites par les studios de la Hammer, lesquels deviennent les initiateurs du renouveau du film fantastique.
Dans les années 1960, habitué aux rôles machiavéliques, Lee tourne dans de nombreux films d'horreur tels que Hurler de peur de Seth Holt en 1961, La Gorgone de Terence Fisher en 1964, Circus of Fear de John Llewellyn Moxey en 1966 ou encore Les Vierges de Satan de Terence Fisher en 1968. Ce dernier film est l'adaptation du roman The Devil Rides Out (en) de son ami Dennis Wheatley.

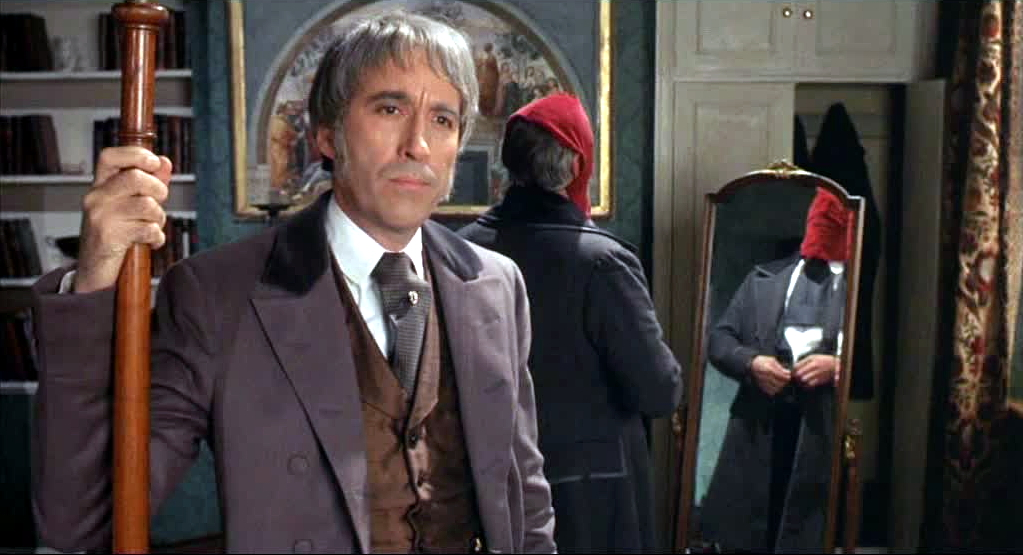
Christopher Lee dans le Cercueil vivant (1969).

Hyperpolyglotte capable de parler couramment anglais, allemand, italien, français et espagnol, ainsi que suédois, russe, hébreu[réf. nécessaire] et grec, il tourne également dans des productions étrangères tels que Le Corps et le Fouet de Mario Bava, en 1963, La Crypte du vampire de Camillo Mastrocinque en 1964 ou encore Le Vampire et le Sang des vierges de Harald Reinl en 1967.
De 1965 à 1969, l'acteur tient à cinq reprises le génie du mal asiatique Fu Manchu dans la série de films produite par Harry Alan Towers. Entretemps, il incarne le mystique Raspoutine en 1966 dans Raspoutine, le moine fou de Don Sharp.
Christopher Lee a participé deux fois comme vedette invitée à la série Chapeau melon et bottes de cuir ( en 1967 : Interférenceset 1969 Interrogatoires).

### Des rôles plus variés (1970-1995)

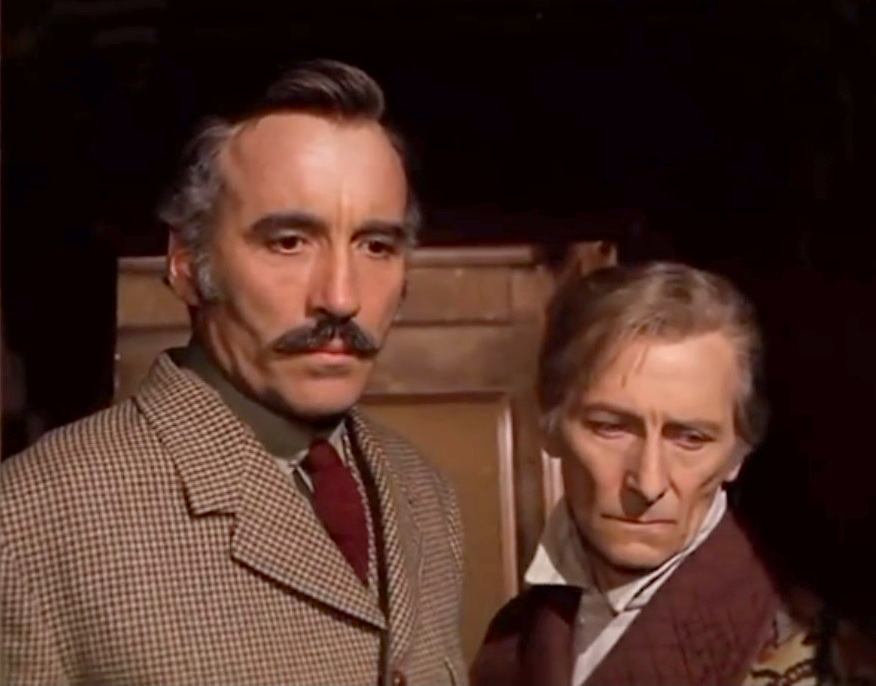
Christopher Lee et Peter Cushing dans Terreur dans le Shanghaï express (1973).

Dans les années 1970, Christopher Lee continue d'incarner le rôle du comte Dracula et de tourner dans des films d'horreur. Pourtant, trouvant que ce genre de films nuit trop à son image et à son talent d'acteur, il décide d'interpréter des rôles plus variés. Il multiplie les tournages en Europe, est appelé parfois pour un jour seulement et ne sait pas toujours quel est le scénario du film. Il joue des rôles tels qu'Artemidorus dans Jules César de Stuart Burge en 1970 ou encore le frère de Sherlock Holmes dans La Vie privée de Sherlock Holmes de Billy Wilder en 1970. D'après Christopher Lee, ce dernier rôle lui a permis de ne plus être catalogué, citant un de ses compatriotes : « j'ai [par la suite] joué beaucoup de balaises, mais comme le dit Anthony Hopkins : « Je ne joue pas des méchants, je joue des gens » »,.
En 1973 et en 1974, il interprète le comte de Rochefort dans les films de cape et d’épée Les Trois Mousquetaires et On l'appelait Milady dirigés par le réalisateur américain Richard Lester et d'après le roman d'Alexandre Dumas,. Ses ennemis sont alors Michael York, Oliver Reed, Richard Chamberlain et Frank Finlay, le reste de la distribution comprend également Faye Dunaway ou encore Charlton Heston,. S'il est doublé pour certains plans éloignés, l'acteur fait lui-même les combats à l'épée de son personnage. Durant le tournage, Christopher Lee se blesse au genou gauche, une blessure qu'il ressent encore des années après.
Parallèlement, il apparait en 1973 dans le devenu culte The Wicker Man de Robin Hardy, qu'il considère en 2005 comme son meilleur film. La même année, il joue dans le film d'horreur Nothing But the Night, aux côtés de Peter Cushing, l'unique film qu'il a produit.
En 1974 également, il est le méchant Francisco Scaramanga opposé au James Bond de Roger Moore dans L'Homme au pistolet d'or de Guy Hamilton. L'acteur parle de son interprétation : « Dans le roman de Fleming, ce n’est qu’un voyou [...], mais dans le film il est charmant, élégant, amusant, mortel… Je l’ai incarné comme le côté obscur de Bond. »,. Comme dit plus haut, Christopher Lee est le cousin par alliance de Ian Fleming, l'auteur des romans qui inspirent les films. Ce dernier souhaitait par ailleurs que Lee interprète le Dr No dans le premier film de la franchise, James Bond 007 contre Dr No sorti en 1962.
En 1976, il interprète encore une fois le comte Dracula mais cette fois-ci sous le signe de la comédie burlesque dans un film français d'Édouard Molinaro Dracula père et fils. La même année, il quitte les studios de la Hammer après le film Une fille pour le diable qu'il décrit comme « ruiné » par le studio. Il rejoint alors la Californie pour une dizaine d'années afin d'explorer de nouveaux horizons avant d'être emprisonné dans un genre spécifique « La même chose est arrivée à Peter [Peter Cushing] et Vincent [Price]. Ils ont fait de merveilleux films sérieux mais ne sont connus que pour l'horreur. C'est pourquoi je suis allé en Amérique. Je ne pouvais rien voir se passer ici, sauf une continuation de ce qui s'était passé auparavant. Des amis, Dick Widmark et Billy Wilder, m'ont dit que je devais m'éloigner de Londres sinon je serais toujours catalogué. »,.
En 1977, son premier film américain, Les Naufragés du 747 de Jerry Jameson, lui vaut la sympathie du syndicat des cascadeurs, Lee ayant participé aux séances d'apnée durant le tournage du film et a frôlé la mort durant une scène. Il devient d'ailleurs membre à vie et porte-parole de plusieurs associations de cascadeurs.
En 1978, il est l'hôte d'une des émissions à  sketchs du Saturday Night Live. Voyant sa performance, Steven Spielberg lui offre le rôle d'un commandant allemand dans la distribution d'ensemble de la parodie des films de guerre 1941,.

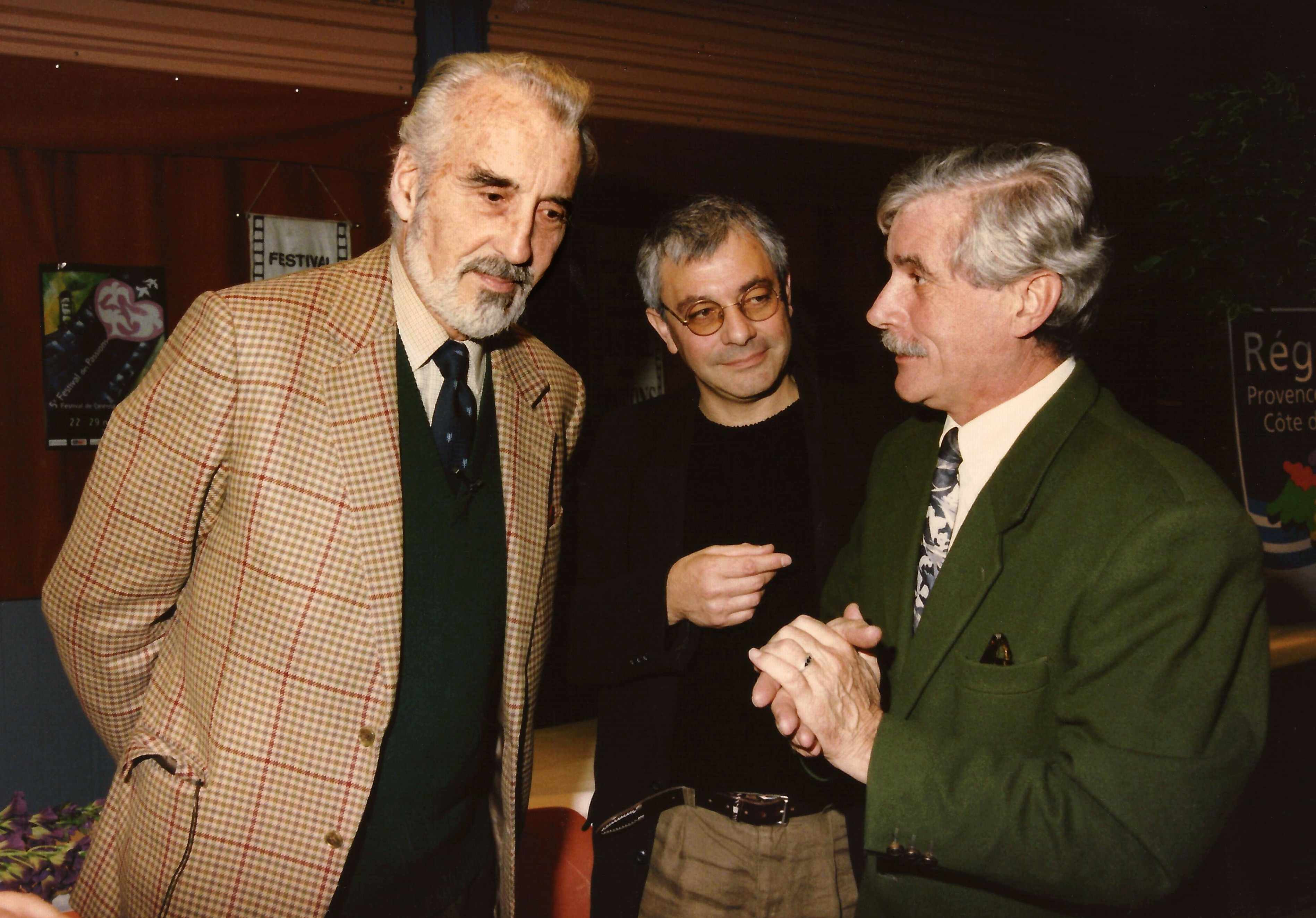
Christopher Lee lors du Festival des Passions à Aubagne en septembre 1996.

Dans les années 1980, la carrière cinématographique de Christopher Lee devient très prolifique, celui-ci accumulant les apparitions autant sur grand écran que sur le petit écran télévisuel.
Il joue dans des films télévisés comme La Salamandre de Peter Zinner en 1981, où il côtoie des acteurs tels que Franco Nero, Anthony Quinn et Claudia Cardinale ou encore Le Tour du monde en quatre-vingts jours de Buzz Kulik en 1989 où il retrouve ses compatriotes Eric Idle, Peter Ustinov et Robert Morley.
En 1989, il participe à une production française en interprétant le rôle de Charles-Henri Sanson, le bourreau de Louis XVI et Marie-Antoinette — entre autres — dans le film La révolution française, les années terribles, de Richard T. Heffron. Le film français réunit une distribution internationale dont il fait donc partie, en plus d'acteurs comme Klaus Maria Brandauer, Jane Seymour, ou encore Peter Ustinov. Il retrouve également son rôle du comte de Rochefort dans Le Retour des Mousquetaires.
Sa notoriété diminue. Il s'essaie au doublage pour le long métrage d'animation La Dernière Licorne ; il interprète le rôle du Roi Haggard tant dans la version originale anglaise que dans la version allemande'.
En 1992 il est membre du jury du Festival international du film de Tokyo.
La carrière de Lee semble stagner jusque vers la fin des années 1990 malgré des apparitions notables. Il tient le rôle savant fou Dr Catheter dans le film Gremlins 2 : La Nouvelle Génération de Joe Dante en 1990. Plusieurs références à son rôle de Dracula sont faites durant le film. En 1994, il apparait dans Le Bouffon de l'horreur de Simon Sprackling.

### Le retour (1995 à 2015)

#### Début de sa collaboration avec Burton,Le Seigneur des AnneauxetStar Wars
En 1997, il prête sa voix à la Mort dans les séries d'animation Soul Music (en) et Wyrd Sisters, d'après les romans Discworld de Terry Pratchett.
En 1998, il incarne le fondateur du Pakistan Muhammad Ali Jinnah, dans le film Jinnah de Jamil Dehlavi (en). En 2004, il déclare que le film est « le plus important [...] par son sujet et la grande responsabilité [...] en tant qu'acteur ».
À la fin des années 1990, deux nostalgiques des frayeurs hammeriennes engagent Lee.
En 1999, Tim Burton réalise Sleepy Hollow avec Johnny Depp dans lequel Christopher Lee fait une brève mais mémorable apparition. Ce sera la première des cinq collaborations avec le réalisateur, elle redonne un second souffle à sa carrière.
Un an auparavant, Christopher Lee est approché par Peter Jackson pour participer à la trilogie du Seigneur des anneaux, adaptation des roman de fantasy de J. R. R. Tolkien sortie entre 2001 et 2003. Lee avait déjà remis quelques années plus tôt le Grand Prix du Festival d’Avoriaz au même cinéaste pour son film Braindead en 1993. Par ailleurs, Christopher Lee est un fan des romans, qu'il lit chaque année, et il est la seule personne de l'équipe du film à avoir rencontré Tolkien,. L'acteur annonce à Jackson qu'il souhaite interpréter le « Pèlerin Gris » Gandalf, mais le réalisateur a déjà en tête son compatriote Ian McKellen pour le rôle. Malgré son caractère obstiné, Christopher Lee accepte le rôle proposé, celui de l'Istari Saroumane, un magicien respecté, jusqu'à son alliance avec Sauron, le principal antagoniste de l'œuvre.
La production est colossale, les trois films étant tournés à la suite, tandis que la distribution comprend un très large casting comprenant Ian McKellen, Elijah Wood ou Viggo Mortensen. Cette trilogie remporte un succès international,. Apparaissant dans les versions cinéma de La Communauté de l'anneau et de Les Deux Tours , ses scènes de Le Retour du roi ne sont disponibles que dans la version longue du film. Il reprend le personnage pour l'adaptation vidéoludique du troisième volet en plus de participer à l'album At Dawn in Rivendell du groupe danois Tolkien Ensemble,.
« J'ai beaucoup de chance, à ce stade avancé de ma carrière, d'avoir travaillé avec Tim Burton, Peter Jackson, George Lucas. J'aime travailler et pouvoir continuer à travailler est merveilleux, après tout, combien de rôles existe-t-il pour une personne de 81 ans ? ».
— Christopher Lee pour le journal The Guardian  en 2003.
Parallèlement à la sortie de Le Seigneur des anneaux, Christopher Lee trouve de nouveau un rôle d'antagoniste marquant en 2002 dans L'Attaque des clones, deuxième volet de la deuxième trilogie de la saga de space fantasy Star Wars. Ainsi, il apparait dans le rôle de l'ancien Jedi déchu comte Dooku, devenu le dirigeant de l'Alliance séparatiste à la suite de son rejet de ce qu'est devenue la République galactique, succombant alors au côté obscur ainsi qu'à l'influence du Seigneur Sith Darth Sidious qui fait de lui son nouvel apprenti, Darth Tyranus. Il marche ainsi sur les traces de son ami Peter Cushing, qui avait interprété auparavant le Grand Moff Wilhuff Tarkin en 1977 dans Star Wars, épisode IV : Un nouvel espoir, premier volet de la première trilogie. Lucas décrit le personnage de Lee : « J'avais besoin d'un Jedi qui soit un Jedi plus âgé qui avait quitté l'ordre, qui soit très bon. J'ai décidé de choisir une personne plus élégante et sophistiquée. Rappelant Obi-Wan Kenobi en tant qu'homme plus âgé. »,. Quant à Christopher Lee, il décrit son personnage comme étant « un Jedi marqué par la bataille. C’est évidemment un homme doté d’un immense pouvoir, d’une puissance mentale et d’une puissance physique. » et explique ce que cela représente pour lui : « Que peut souhaiter de plus un acteur pour participer à une histoire immortalisée aux yeux de millions de personnes ? C'est très enrichissant, très passionnant et c'est magique »,. L'acteur octogénaire à la sortie du film a réalisé la plupart des combats au sabre laser lui-même, à l'exception des plans éloignés où il a eu recours à une doublure car il ne pouvait pas courir.
Toujours en 2002, Christopher Lee est pressenti, au même titre que Ian McKellen, Peter O'Toole et Michael Gambon, pour reprendre le rôle de Dumbledore dans la saga Harry Potter, à la suite du décès de Richard Harris. C'est finalement à Michael Gambon que revient le rôle.
Christopher Lee croule sous les récompenses durant cette décennie et la suivante. En plus de recevoir des récompenses artistiques pour l'ensemble de sa carrière, il est anobli par la reine le 13 juin 2009 et décoré commandeur des Arts et des Lettres en France en 2011,.

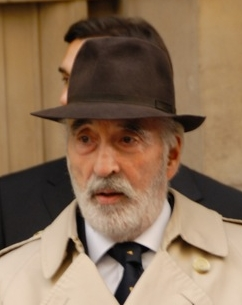
Christopher Lee en 2007 à Westminster, pour le film The Heavy.

#### Parenthèse musicale, performances vocales et sa continuation avec Burton
En 2004, Christopher Lee ajoute une nouvelle corde à son arc en prêtant sa voix comme narrateur du groupe de metal progressif symphonique italien Rhapsody of Fire pour l’album Symphony of Enchanted Lands II: The Dark Secret[réf. nécessaire]. Il participe également au single The Magic Of The Wizard's Dream (en), sorti en 2005, en y chantant en duo avec Fabio Lione dans quatre versions de la chanson homonyme, chacune dans une langue différente : anglais, italien, français, et allemand[réf. nécessaire]. En 2006, il sort l'album Revelation (en). Il prête aussi sa voix au groupe de heavy metal américain Manowar, toujours en tant que narrateur, pour trois titres de l'album Gods of War, sorti en mars 2007[réf. nécessaire]. Il en fait de même en 2010 pour le titre Dark Avenger, reprise de leur propre album Battle Hymns, « Battle Hymns MMXI (en) », en remplacement d'Orson Welles qui assurait la narration pour leurs albums au début des années 1980.
En parallèle, Lee élargit encore son expérience et retrouve en 2004 le personnage de Francisco Scaramanga dans le jeu vidéo GoldenEye : Au service du mal ainsi que celui de Saroumane dans le jeu vidéo Le Seigneur des anneaux : La Bataille pour la Terre du Milieu,. La même année, il prête sa voix au personnage de Lucan D'Lere dans le jeu vidéo EverQuest II. En 2005, il double les personnages de DiZ et d'Ansem le sage pour la version anglophone du jeu vidéo Kingdom Hearts 2.

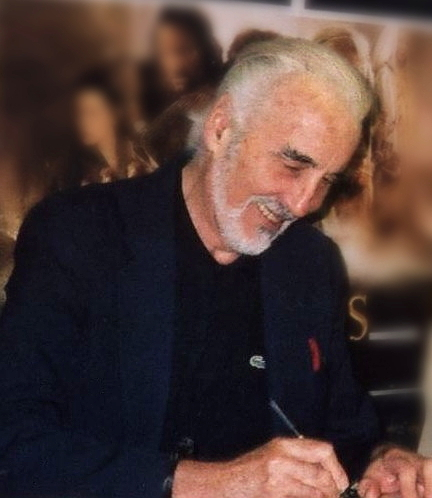
Christopher Lee en dédicace pour Le Seigneur des anneaux en janvier 2008.

L'acteur tourne de nouveau en France, en 2004, face à Jean Reno et Benoît Magimel dans le thriller Les Rivières pourpres 2 : Les Anges de l'apocalypse d'Olivier Dahan. Il reprend également une première fois son rôle du Comte Dooku en 2005 dans La Revanche des Sith.
La même année, il retrouve Tim Burton dans deux métrages fantastiques. Il apparait dans Charlie et la Chocolaterie, d'après le roman de Roald Dahl ; il interprète le dentiste inquiétant Dr Wonka, face une nouvelle fois à Johnny Depp qui joue son fils, Willy Wonka ; ainsi que dans le film d'animation Les Noces funèbres, dans lequel Lee prête sa voix à un pasteur loufoque. Lee est également annoncé dans la distribution du nouveau film de Burton, le musical Sweeney Todd : Le Diabolique Barbier de Fleet Street prévu pour courant 2007. Comme pour plusieurs acteurs, son personnage d'un Fantôme Gentleman est supprimé à cause de problèmes dans la production, comme il l'explique : « Cela aurait été pire si j'avais fait les scènes, mais je n'ai jamais pu les filmer [...] C'est dommage car les paroles étaient magnifiques, mais ce sont des choses qui arrivent. »,.
En 2007, il apparait dans le film fantasy À la croisée des mondes : La Boussole d'or de Chris Weitz, d'après le premier roman de la trilogie littéraire À la croisée des mondes de Philip Pullman.
En 2008, de retour dans l'univers de Tolkien, il est le narrateur de la version audio du livre Les Enfants de Húrin de J. R. R. Tolkien et Christopher Tolkien (HarperCollins AudioBooks). La même année, l'acteur prête sa voix au Comte Dooku pour le film d'animation Star Wars: The Clone Wars, reprenant ainsi un rôle qu'il a incarné au cinéma dans les épisodes II et III de la saga Star Wars. Il reprend également, onze ans plus tard, son rôle de la Mort dans la mini-série Discworld de la chaîne Sky1, toujours d'après les romans de Terry Pratchett.

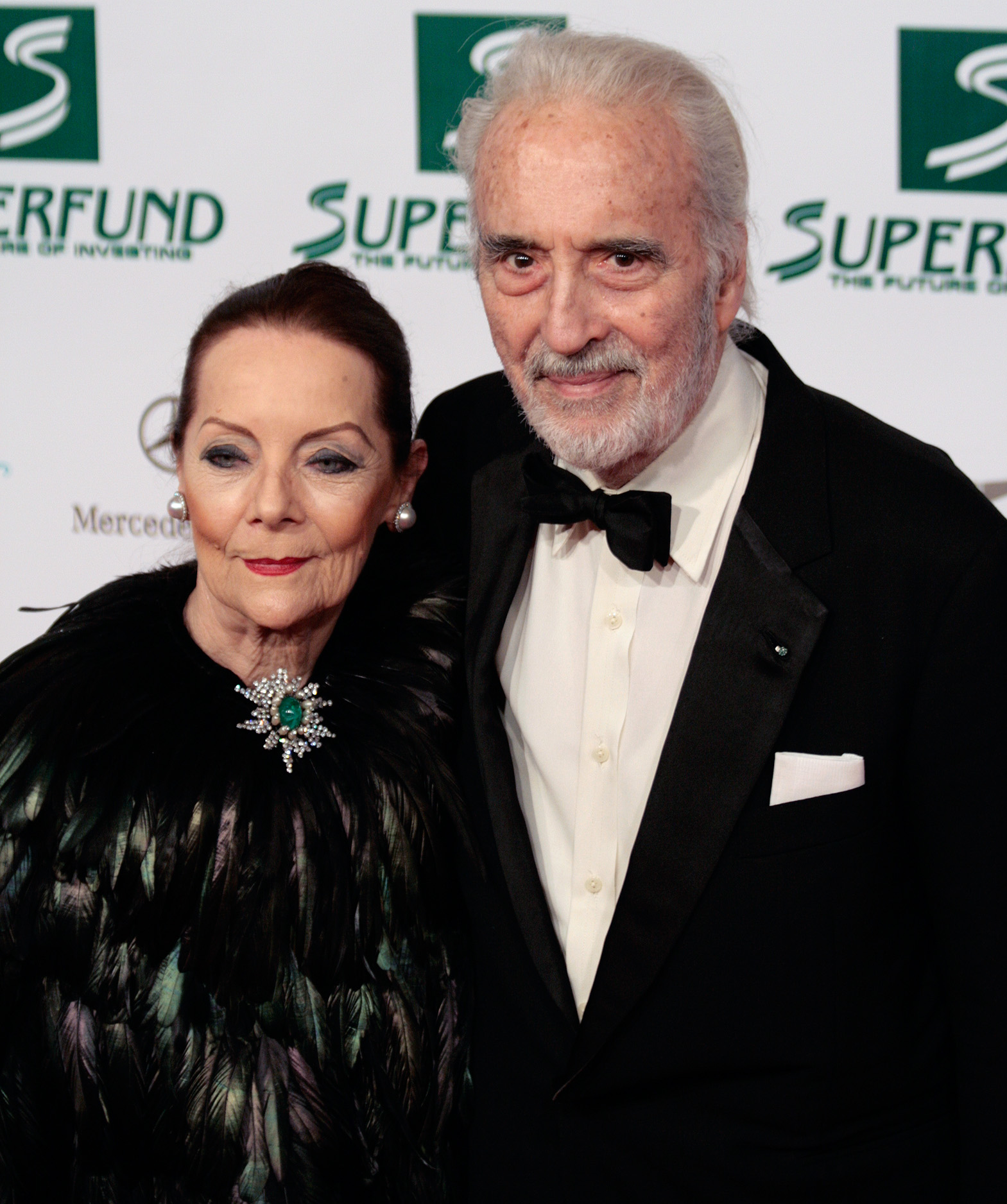
Christopher Lee et son épouse Birgit Kroencke au Women's World Awards 2009.

En 2009, l'acteur apparait dans trois films. Dans le film de guerre Eyes of War (Triage) de Danis Tanović, il incarne un psychiatre face à Colin Farrell en photographe de guerre ; il joue aussi dans la comédie noire Boogie Woogie de Duncan Ward et dans le thriller sur fond de Seconde Guerre mondiale 1939 (Glorious 39) de Stephen Poliakoff,,.
Il retrouve le cinéaste américain Tim Burton en 2010 pour donner sa voix au Jabberwocky dans Alice au pays des merveilles, adaptation du célèbre roman de Lewis Carroll. Il apparait dans la comédie noire Cadavres à la pelle (Burke & Hare) de John Landis mettant en scène Simon Pegg et Andy Serkis dans la peau de William Burke et William Hare, les célèbres meurtriers revendeurs de cadavres. Enfin, il joue dans le thriller The Heavy (en) de Marcus Warren.
Toujours en ce début de décennie, Christopher Lee sort sous le nom de Charlemagne un album solo, Charlemagne: By the Sword and the Cross (en), dans un style opéra métal symphonique,. Dans la même continuité, il sort l'album Charlemagne: The Omens of Death (en) en 2013,. Il sort en 2012, 2013 et 2014 trois singles, avec des reprises métal de chansons de Noël.
En janvier 2011, il est le narrateur vedette du concert du Seigneur des anneaux au Grand Rex à Paris,. Sa narration est en français, langue qu'il maîtrise parfaitement. Le 13 février de la même année, il reçoit de la BAFTA, académie britannique des arts audiovisuels, et des mains de Tim Burton, l'Academy Fellowship, récompense pour sa carrière exceptionnelle. Il déclare à ce sujet « Cela signifie beaucoup pour moi [...] parce que c'est une tape dans le dos de la part de la profession. J'aurai probablement des larmes le soir de la cérémonie. Je suis beaucoup plus doux que les gens ne le pensent. Je ne présente pas au monde un visage émotionnel. Je suis assez doué pour la maîtrise de soi, mais je suis facilement ému »,. Il affirme également ne pas vouloir prendre sa retraite, détestant le fait d'être inactif, prenant ses homologues comme exemple : « Comme disait ce cher Boris [Karloff] , quand je mourrai, je veux mourir avec mes bottes. Ce qu'il a fait. Tout comme Vincent [Price]. Et Peter [Peter Cushing] »,.

#### Ultimes rôles dont un dernier retour en Terre du Milieu

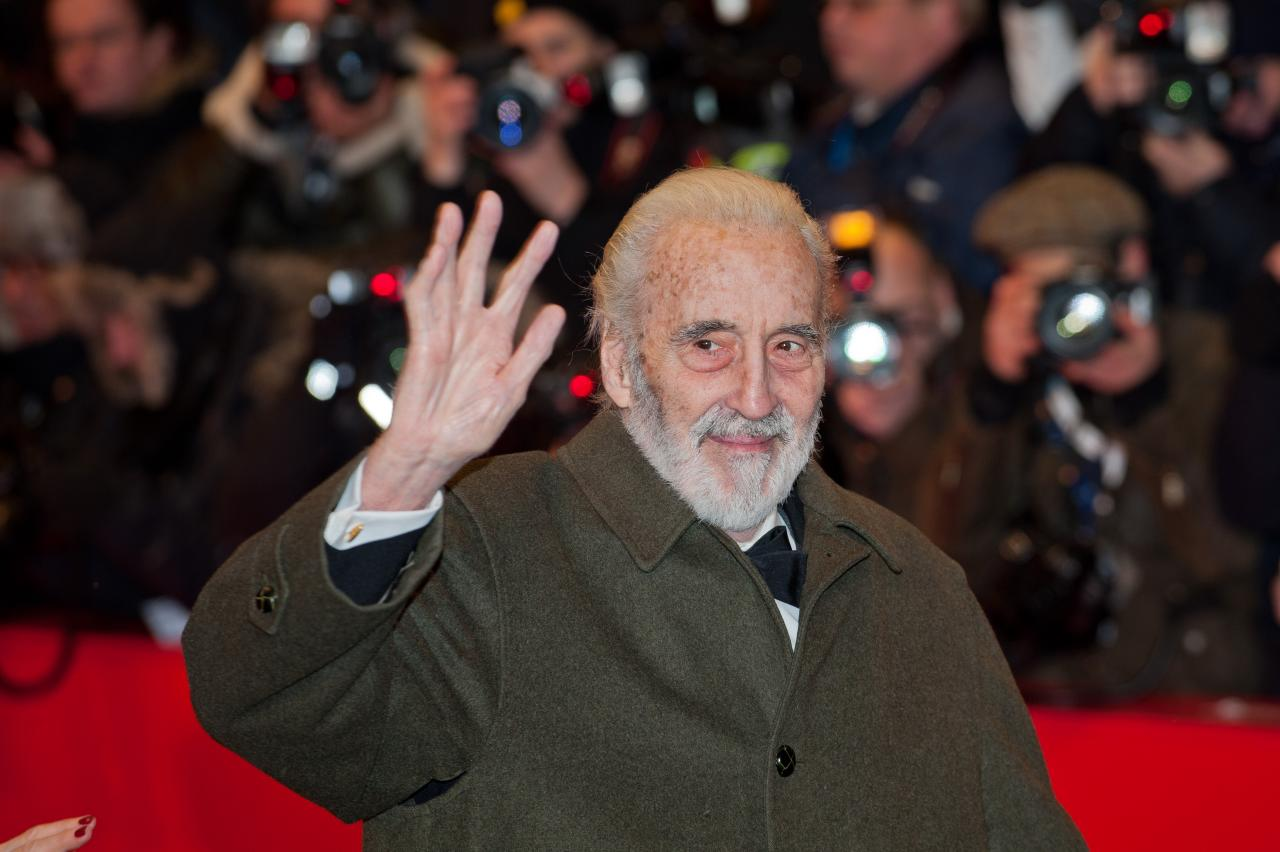
Christopher Lee au Festival international du film de Berlin en 2012.

Bien qu'il n'apparaisse pas longtemps dans le film, Lee tourne encore en 2011 pour un cinéaste de renom, Martin Scorsese. Ce dernier lui offre le rôle du libraire Monsieur Labisse dans Hugo Cabret. La même année, il apparaît brièvement dans Season of the Witch de Dominic Sena : il tient le rôle du cardinal d'Ambroise, qui, atteint par la peste, envoie en mission Nicolas Cage et Ron Perlman afin d'escorter une sorcière jouée par Claire Foy. Enfin, son rôle dans La Locataire face à Hilary Swank et Jeffrey Dean Morgan marque sa première apparition dans un film de la Hammer depuis plus de 30 ans. Le réalisateur Antti Jokinen déclare que l'acteur « a la présence dont un film comme celui-ci a besoin, car un seul regard peut créer l'atmosphère effrayante qui est recherchée. »,.

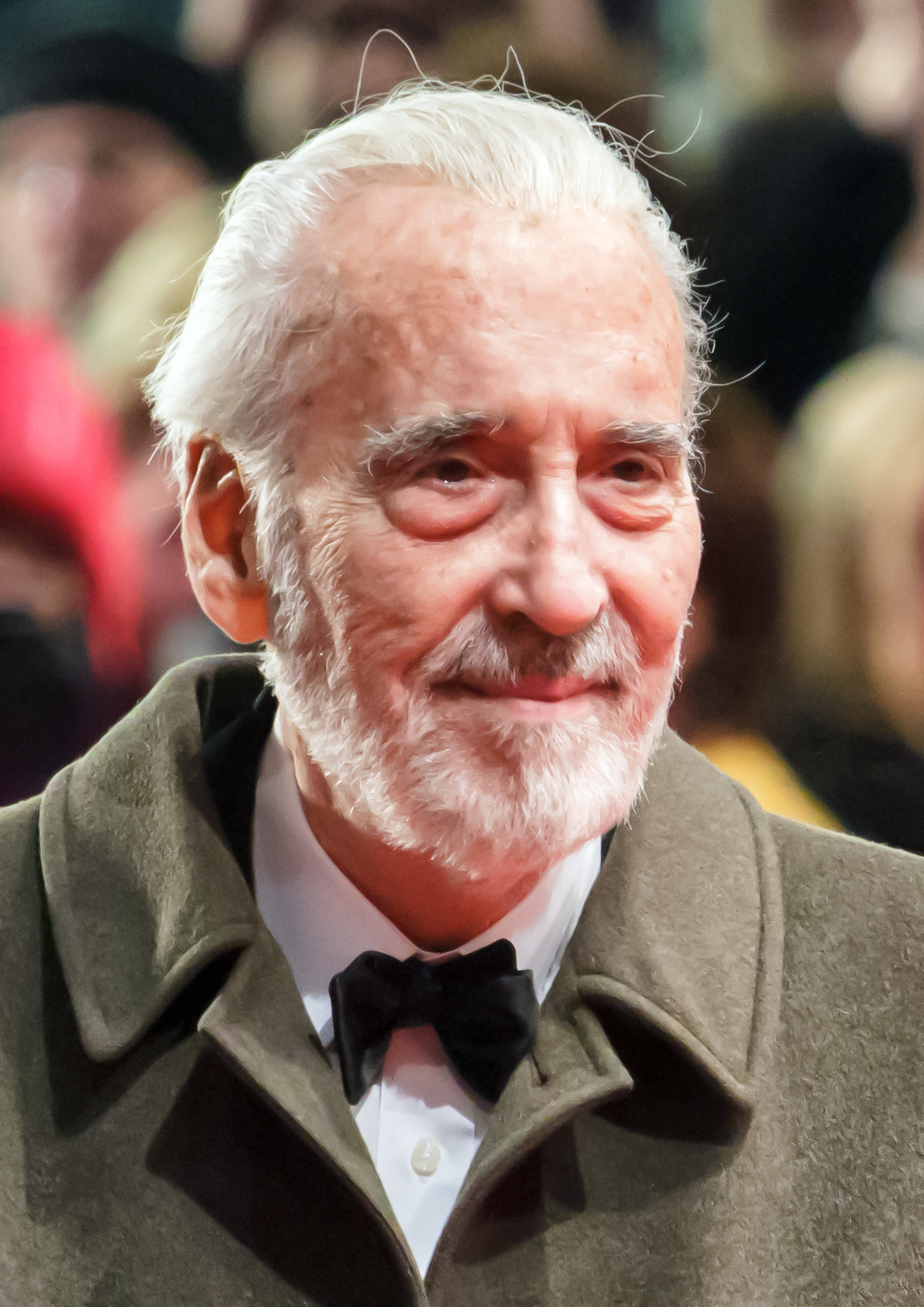
Christopher Lee au Festival international du film de Berlin en 2013.

En 2012, il apparait dans le film The Wicker Tree, relecture du film The Wicker Man sorti en 1973 dont Lee faisait partie. Il devait au départ tenir le rôle principal, mais s'étant blessé lors d'un précédent tournage, il n'y fait qu'une brève apparition. Il retrouve Tim Burton la même année, pour le rôle d'un vieux marinier dans son film Dark Shadows, une comédie horrifique fantastique qui adapte la série des années 1960, avec notamment Johnny Depp, Helena Bonham Carter, Michelle Pfeiffer ou encore Eva Green,.
L'année 2012 est l'année des retrouvailles et des adieux pour l'acteur, puisqu'il renoue une nouvelle fois avec le rôle du magicien Saroumane dans la trilogie Le Hobbit de Peter Jackson qui sort entre 2012 et 2014. Il s'agit cette fois-ci d'une adaptation du livre Le Hobbit de Tolkien paru en 1937 et également d'une préquelle de la trilogie Le Seigneur des Anneaux de Jackson. Il déclare à plusieurs reprises être intéressé par le fait de montrer ce personnage passer  du bien vers le mal sur grand écran, lui qui est absent du livre. Mais il ne peut se rendre en Nouvelle-Zélande avec le reste de l'équipe et tourne ses scènes en quatre jours aux studios Pinewood en Angleterre. En 2013, il est également à l'affiche du film Train de nuit pour Lisbonne de Bille August, où il joue le rôle du père Bartolomeu. Enfin, il prête sa voix au Comte de la cour des Comtes dans la fiction radiophonique de la BBC Neverwhere (en), d'après la série télévisée et le livre de Neil Gaiman.
Il retrouve une nouvelle fois La Terre du Milieu, et le personnage de Saroumane, pour le jeu vidéo Lego Le Hobbit en 2014, dont il est le narrateur. Il devient, à l'âge de 91 ans et 316 jours, l'acteur le plus âgé à participer à un jeu vidéo, d'après le Guinness World Records. L'année d'après, il est le narrateur du jeu Deus Ex Machina 2.
En 2024, près d'une dizaine d'années après sa mort, l'acteur apparaitra vocalement, de manière posthume, dans le film d'animation Le Seigneur des Anneaux : La Guerre des Rohirrim de Kenji Kamiyama, grâce à des archives audio provenant du tournage de la trilogie Le Hobbit.

### Vie privée
Christopher Lee se marie avec Birgit « Gitte » Krøncke en 1961. Ils ont une fille.
Christopher Lee s'est intéressé à l'occultisme grâce à son ami l'auteur Dennis Wheatley.

### Décès
Christopher Lee meurt le 7 juin 2015, après avoir été admis au Chelsea and Westminster Hospital de Londres pour insuffisance respiratoire et une insuffisance cardiaque,.

## Filmographie sélective

### Années 1950
- 1952 : Le Corsaire Rouge (The Crimson Pirate) de Robert Siodmak : Joseph (non crédité)
- 1957 : Frankenstein s'est échappé[N 17] (The Curse of the Frankenstein) de Terence Fisher : Le monstre de Frankenstein
- 1958 : Le Cauchemar de Dracula[N 18] (Horror of Dracula) de Terence Fisher : le Comte Dracula
- 1959 : Le Chien des Baskerville[N 19] (The Hound of the Baskervilles) de Terence Fisher : Sir Henry Baskerville
- 1959 : La Malédiction des pharaons[N 20] (The Mummy) de Terence Fisher : Kharis, la momie

### Années 1960
- 1960 : Les Deux Visages du Docteur Jekyll (The Two Faces of Dr Jekyll) de Terence Fisher : Paul Allen
- 1960 : La Cité des morts (The City of the Dead) de John Llewellyn Moxey : Pr Alan Driscoll
- 1960 : Les Mains d'Orlac d'Edmond T. Gréville : Néron
- 1961 : Hercule contre les vampires (Ercole al centro della terra) de Mario Bava et Franco Prosperi : le roi Lico
- 1961 : L'Empreinte du dragon rouge (The Terror of the Tongs) d'Anthony Bushell : Chung King
- 1961 : Le Narcisse jaune intrigue Scotland Yard (Das Geheimnis der gelben Narzissen) d'Ákos Ráthonyi : Ling Chu
- 1962 : L'Orchidée rouge (Das Rätsel der roten Orchidee) d'Helmuth Ashley : le capitaine Allerman
- 1962 : Sherlock Holmes et le Collier de la mort (Sherlock Holmes und das Halsband des Todes) de Terence Fisher et Frank Winterstein : Sherlock Holmes
- 1963 : Le Corps et le Fouet (La frusta e il corpo) de Mario Bava : baron Kurt Menliff
- 1964 : La Crypte du vampire (La cripta e l'incubo) de Camillo Mastrocinque : Comte Ludwig Von Karnstein
- 1964 : Le Château des morts-vivants (Il castello dei morti vivi) de Luciano Ricci et Warren Kiefer : Comte Drago
- 1964 : Les Pirates du diable (The Devil-Ship Pirates) de Don Sharp : le capitaine Robeles
- 1964 : La Gorgone (The Gorgon) de Terence Fisher : Pr Karl Meister
- 1965 : Le Train des épouvantes (Dr Terror's House of Horrors) de Freddie Francis : Franklyn March
- 1965 : Le Masque de Fu-Manchu (The Face of Fu Manchu) de Don Sharp : Dr Fu Manchu / Lee Tao
- 1965 : Le Crâne maléfique (The Skull) de Freddie Francis : Sir Matthew Phillips
- 1966 : Dracula, prince des ténèbres (Dracula: Prince of Darkness) de Terence Fisher : le Comte Dracula
- 1966 : Raspoutine, le moine fou (Rasputin, the Mad Monk) de Don Sharp : Grigori Raspoutine
- 1966 : Les Treize Fiancées de Fu Manchu (The Brides of Fu Manchu) de Don Sharp : Dr Fu Manchu
- 1967 : La Vengeance de Fu Manchu (The Vengeance of Fu Manchu) de Jeremy Summers : Dr Fu Manchu
- 1967 : Chapeau melon et bottes de cuir (The Avengers), saison 5, épisode 10 Interférences : Professeur Franck N. Stone / l'androïde
- 1967 : La Nuit de la grande chaleur[N 21] (Night of the big Heat ou Island of the Burning Damned) de Terence Fisher
- 1968 : Eve de Jeremy Summers : Colonel Stuart
- 1968 : Le Sang de Fu Manchu (The Blood of Fu Manchu) de Jesús Franco : Dr Fu Manchu
- 1968 : Les Vierges de Satan (The Devil Rides Out) de Terence Fisher
- 1968 : Dracula et les Femmes (Dracula Has Risen from the Grave) de Freddie Francis : le Comte Dracula
- 1969 : Le Château de Fu Manchu (The Castle of Fu Manchu) de Jesús Franco : Dr Fu Manchu
- 1969 : Un Beatle au paradis (The Magic Christian) de Joseph McGrath : le vampire de la croisière

### Années 1970
- 1970 : Lâchez les monstres[N 22] (Scream and Scream Again) de Gordon Hessler : Fremont
- 1970 : Les Nuits de Dracula (Nachts, wenn Dracula erwacht) de Jesús Franco : le Comte Dracula
- 1970 : Les Inassouvies (Philosophy in the Boudoir) de Jesús Franco : Dolmance
- 1970 : Une messe pour Dracula (Taste the Blood of Dracula) de Peter Sasdy : le Comte Dracula
- 1970 : One More Time[N 23] de Jerry Lewis : le Comte Dracula
- 1970 : La Vie privée de Sherlock Holmes (The Private Life of Sherlock Holmes) de Billy Wilder : Mycroft Holmes
- 1970 : Les Cicatrices de Dracula de Roy Ward Baker : le Comte Dracula
- 1971 : La Maison qui tue (The House that Dripped Blood) de Peter Duffell : John Reid
- 1971 : Je suis un monstre (I, Monster) de Stephen Weeks : Dr Henry Jekyll et M. Hyde
- 1972 : Le Métro de la mort (Death Line) de Gary Sherman : Stratton-Villiers
- 1972 : Dracula 73[N 24] (Dracula A.D. 1972) d'Alan Gibson
- 1973 : Dracula vit toujours à Londres[N 25] (The Satanic Rites of Dracula) d'Alan Gibson
- 1973 : Les Trois Mousquetaires (The Three Musketeers) de Richard Lester : le comte de Rochefort
- 1973 : The Wicker Man de Robin Hardy : Lord Summerisle
- 1974 : On l'appelait Milady (The Four Musketeers: Milady's Revenge) de Richard Lester : le comte de Rochefort
- 1974 : L'Homme au pistolet d'or[75],[76] (The Man with the Golden Gun) de Guy Hamilton : Francisco Scaramanga
- 1976 : Dracula père et fils d'Édouard Molinaro : Comte Dracula
- 1978 : Les Visiteurs d'un autre monde (Return from Witch Mountain) de John Hough : Victor
- 1979 : 1941 de Steven Spielberg : le colonel Wolfgang von Kleinschmidt
- 1979 : Passeur d'hommes de J. Lee Thompson : Le gitan

### Années 1980
- 1980-1981: Drôles de dames, saison 5, d'Aaron Spelling, Partie 1 et 2 : Agence de Mannequin : Dale Woodman
- 1980 : Il était une fois un espion (Once Upon a Spy) d'Ivan Nagy : Marcus Valorium
- 1982 : La Dernière Licorne (The Last Unicorn) de Jules Bass et Arthur Rankin Jr. : Roi Haggard (voix)
- 1982 : Massarati and the Brain (en) d'Aaron Spelling : Victor Leopold
- 1983 : The Return of Captain Invincible de Philippe Mora
- 1985 : Hurlements 2 (Howling II: Stirba - Werewolf Bitch) de Philippe Mora : Stefan Crosscoe
- 1988 : Dark Mission : Les Fleurs du mal de Jesús Franco : Luis Morel Stuart
- 1989 : La Chute des aigles  de Jesús Franco : Walter Strauss
- 1989 : Le Retour des Mousquetaires (The Return of the Musketeers) de Richard Lester : le comte de Rochefort
- 1989 : La Révolution française (segment : Les Années Terribles) de Richard T. Heffron (partie 2) : Charles-Henri Sanson

### Années 1990
- 1990 : L'Avare (L'avaro) de Tonino Cervi : Cardinal Spinosi
- 1990 : Gremlins 2 : La Nouvelle Génération (Gremlins 2: The New Batch) de Joe Dante : Dr Catheter
- 1992 : Classe spéciale (Jackpot) de Mario Orfini : Cédric
- 1994 : Police Academy : Mission à Moscou (Police Academy: Mission to Moscow) d'Alan Metter : Le commandant Alexandrei Nikolaivich Rakov
- 1996 : La Légende d'Aliséa (Sorellina e il principe del sogno) de Lamberto Bava et Andrea Piazzesi : le sorcier Azaret
- 1998 : La Malédiction de la momie (Tale of the Mummy) de Russell Mulcahy : sir Richard Turkel
- 1999 : Sleepy Hollow : La Légende du cavalier sans tête (Sleepy Hollow) de Tim Burton : le bourgmestre

### Années 2000
- 2001 : Le Seigneur des anneaux : La Communauté de l'anneau[77] (The Lord of the Rings: The Fellowship of the Ring) de Peter Jackson : Saroumane
- 2002 : Le Seigneur des anneaux : Les Deux Tours (The Lord of the Rings: The Two Towers) de Peter Jackson : Saroumane
- 2002 : Star Wars, épisode II : L'Attaque des clones[78] (Star Wars, episode II: Attack of the clones) de George Lucas : Comte Dooku / Dark Tyranus
- 2003 : Le Seigneur des anneaux : Le Retour du roi (The Lord of the Rings : The Return of the King) de Peter Jackson : Saroumane (uniquement dans la version longue)
- 2004 : Les Rivières pourpres 2 : Les Anges de l'apocalypse d'Olivier Dahan : Heinrich von Garten[79]
- 2005 : Star Wars, épisode III : La Revanche des Sith[78] (Star Wars, episode III: Revenge of the Sith) de George Lucas : Comte Dooku / Dark Tyranus
- 2005 : Charlie et la Chocolaterie (Charlie and the Chocolate Factory) de Tim Burton : Dr Wonka
- 2005 : Les Noces funèbres (Corpse Bride) de Tim Burton : Pasteur Galswells (voix)
- 2007 : À la croisée des mondes : La Boussole d'or (His Dark Materials: The Golden Compass) de Chris Weitz : le premier Haut Conseiller
- 2008 : Star Wars: The Clone Wars de Dave Filoni : Comte Dooku / Dark Tyranus (voix)
- 2009 : Eyes of War de Danis Tanović : Joaquín Morales

### Années 2010
- 2010 : Alice au pays des merveilles (Alice in Wonderland) de Tim Burton : Jabberwocky (voix)
- 2010 : Cadavres à la pelle (Burke and Hare) de John Landis  le vieux Joseph
- 2011 : Le Dernier des Templiers (Season of the Witch) de Dominic Sena : le cardinal d'Ambroise
- 2011 : Hugo Cabret (Hugo) de Martin Scorsese : M. Labisse, le libraire
- 2012 : Le Hobbit : Un voyage inattendu (The Hobbit: An Unexpected Journey) de Peter Jackson : Saroumane
- 2012 : Dark Shadows de Tim Burton : Silas Clarney
- 2013 : Train de nuit pour Lisbonne de Bille August : le père Bartolomeu
- 2013 : The Girl from Nagasaki de Michel Comte et Ayako Yoshida : Benjamin Franklin Pinkerton âgé
- 2014 : Le Hobbit : La Bataille des Cinq Armées (The Hobbit: The Battle of the Five Armies) de Peter Jackson : Saroumane
- 2024 : Le Seigneur des Anneaux : La Guerre des Rohirrim de Kenji Kamiyama : Saroumane (voix, archives audio)

## Discographie

### Réalisations personnelles

#### Singles
- 2012 : A Heavy Metal Christmas
- 2013 : A Heavy Metal Christmas Too
- 2014 : Darkest Carols, Faithful Sing

### Participations

#### Narration pour le groupe «Rhapsody of Fire»
- 2004 : The Dark Secret
- 2004 : Symphony of Enchanted Lands II: The Dark Secret
- 2005 : The Magic Of The Wizard's Dream (Single)
- 2006 : Triumph or Agony
- 2010 : The Frozen Tears of Angels
- 2011 : From Chaos to Eternity
- 2019 : The Eighth Mountain

#### Avec le groupe «Charlemagne»

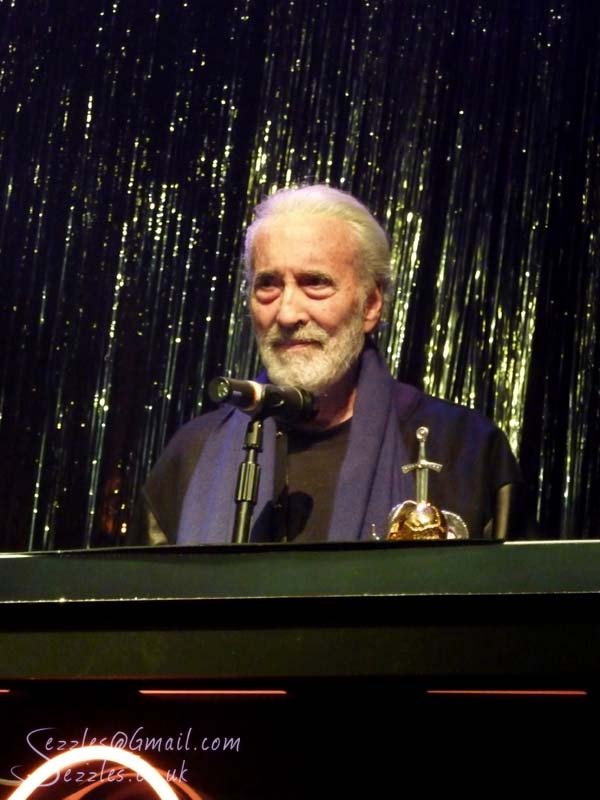
Christopher Lee recevant le Spirit of Metal Award pour son album Charlemagne: By the Sword and the Cross à la cérémonie des Metal Hammer Golden Gods 2010.

Le groupe est composé de Christopher Lee (voix), Hedras Ramos (guitare), Hedras Ramos Srenior (basse) et Ollie Usiskin (batterie), sous le label Charlemagne Productions Ltd.
- 2010 : Charlemagne: By the Sword and the Cross[81]
- 2013 : Charlemagne: The Omens of Death[82]

#### Autres participations
Il apparait avec Paul McCartney sur la pochette de Band on the Run en 1973.

On le retrouve également en narrateur sur le titre d'introduction The Last Vampire de l'album Hollywood Vampires du groupe éponyme (avec Alice Cooper, Johnny Depp et Joe Perry) sorti en novembre 2015. Ce sera son dernier enregistrement musical avant sa mort.

## Jeux vidéo
- 1994 : Ghosts : Dr Marcus Grimalkin / lui-même
- 1999 : The Rocky Interactive Horror Show : le narrateur
- 2001 : Conquest: Frontier Wars : Anvil / Headquarters
- 2002 : Le Seigneur des anneaux : Les Deux Tours : Saroumane
- 2003 : Freelancer : [Qui ?][réf. nécessaire]
- 2003 : Le Seigneur des anneaux : Le Retour du roi : Saroumane
- 2004 : EverQuest II : Lucan D'Lere
- 2004 : Les Rivières pourpres 2 : Les Anges de l'apocalypse : Heinrich von Garten[Information douteuse]
- 2004 : GoldenEye : Au service du mal : Francisco Scaramanga
- 2004 : Le Seigneur des anneaux : Le Tiers-Âge : Saroumane
- 2004 : Le Seigneur des anneaux : La Bataille pour la Terre du Milieu : Saroumane
- 2005 : Kingdom Hearts 2 : DiZ / Ansem the Wise (doublage pour la version anglophone)
- 2006 : Le Seigneur des anneaux : La Bataille pour la Terre du Milieu II - L'Avènement du Roi-Sorcier : Saroumane
- 2009 : Kingdom Hearts: 358/2 Days : DiZ / Ansem the Wise (doublage pour la version anglophone)
- 2014 : Lego Le Hobbit : le narrateur
- 2014 : Deus Ex Machina 2 : le narrateur

## Distinctions
- Très vénérable ordre de Saint-Jean, commandeur (1997)[85][réf. souhaitée]
- Ordre de l'Empire britannique à titre civil, commandeur (2001)[85][réf. souhaitée]
- Commandeur de l'ordre des Arts et des Lettres (2011)[41]
- Festival du film de Londres : BFI Fellowship (2013)[réf. souhaitée]

### Récompenses
- Saturn Awards 1979 : Lauréat du Prix pour l'ensemble de sa carrière.
- Fantasporto 1984 : Lauréat du Prix du meilleur acteur pour sa contribution au genre fantastique.
- Fantafestival 1993 : Lauréat du Prix pour l'ensemble de sa carrière.
- London Critics Circle Film Awards 1994 : Lauréat du Prix Dilys Powell.
- Bram Stoker Awards 1995 : Lauréat du Prix pour l'ensemble de sa carrière.
- Fangoria Chainsaw Awards 1996 : Lauréat du Prix Fangoria Horror Hall of Fame.
- Awards Circuit Community Awards 2001 : meilleure distribution pour Le Seigneur des anneaux : La Communauté de l'anneau partagé avec Viggo Mortensen, Sean Bean, Cate Blanchett, Orlando Bloom, Billy Boyd, Ian Holm, Sean Astin, Ian McKellen, Dominic Monaghan, John Rhys-Davies, Andy Serkis, Liv Tyler, Hugo Weaving et Elijah Wood.
- Empire Awards 2002 : Lauréat du Prix pour l'ensemble de sa carrière.
- Evening Standard British Film Awards 2002 : Lauréat du Prix Spécial pour l'ensemble de sa carrière.
- Phoenix Film Critics Society Awards 2002 : meilleure distribution pour Le Seigneur des anneaux : La Communauté de l'anneau
- National Board of Review Awards 2003 : meilleure distribution  pour Le Seigneur des anneaux : Le Retour du roi partagé avec Viggo Mortensen, Sean Bean, Cate Blanchett, Orlando Bloom, Billy Boyd, Brad Dourif, Bernard Hill, Ian Holm, Ian McKellen, Dominic Monaghan, John Noble, Miranda Otto, John Rhys-Davies, Andy Serkis, Liv Tyler, Karl Urban, Hugo Weaving, David Wenham et Elijah Wood.
- Online Film Critics Society Awards 2003 : meilleure distribution Le Seigneur des anneaux : Le Retour du roi
- Screen Actors Guild Award 2003 : Meilleure distribution pour Le Seigneur des anneaux : Les Deux Tours partagé avec Sean Astin, Cate Blanchett, Orlando Bloom, Billy Boyd, Brad Dourif, Bernard Hill, Ian McKellen, Dominic Monaghan, Viggo Mortensen, Miranda Otto, John Rhys-Davies, Andy Serkis, Liv Tyler, Hugo Weaving, David Wenham et Elijah Wood.
- Seattle Film Critics Awards 2003 : Lauréat du Prix Living Treasure.
- SFX Awards 2003 : Lauréat du Prix pour l'ensemble de sa carrière.
- Jules Verne Awards 2006 : Lauréat du Prix Jules Verne pour l'ensemble de sa carrière.
- Capri 2007 : Lauréat du Prix Capri Legend.
- Festróia - Tróia International Film Festival 2007 : Lauréat du Prix Golden Dolphin pour l'ensemble de sa carrière.
- Guinness World Record Awards 2007 : Lauréat du Prix de l'acteur vivant le plus connecté.
- Guinness World Record Awards 2008 : Lauréat du Prix de l'acteur ayant le plus de crédits à l'écran.
- Festival international du film de Karlovy Vary 2008 : Lauréat du Prix du Président du Festival.
- British Academy Film Awards 2011 : Lauréat du Prix d'Honneur Fellowship Award pour la réussite dans les différentes formes du cinéma.
- British Film Institute Awards 2013 : Lauréat du Prix BFI Fellowship.
- Festival international du film de Locarno 2013 : Lauréat du Prix de l'excellence.
- CinEuphoria Awards 2015 : Lauréat du Prix pour l'ensemble de sa carrière.

### Nominations
- Awards Circuit Community Awards 2002 : meilleure distribution  pour Le Seigneur des anneaux : La Communauté de l'anneau partagé avec Viggo Mortensen, Cate Blanchett, Orlando Bloom, Billy Boyd, Brad Dourif, Bernard Hill, Sean Astin, Ian McKellen, Dominic Monaghan, Miranda Otto, John Rhys-Davies, Andy Serkis, Liv Tyler, Hugo Weaving, David Wenham et Elijah Wood.
- Rondo Hatton Classic Horror Awards 2002 : Lauréat du Prix du meilleur comeback.
- Screen Actors Guild Award 2002 : Meilleure distribution Le Seigneur des anneaux : La Communauté de l'anneau
- DVD Exclusive Awards 2003 : meilleur commentaire audio pour Le Seigneur des anneaux : Les Deux Tours partagé avec Elijah Wood, John Rhys-Davies, Billy Boyd, Dominic Monaghan, Orlando Bloom, Sean Astin, Sean Bean, Bernard Hill, Miranda Otto, David Wenham, Brad Dourif, Karl Urban, John Noble, Craig Parker et Andy Serkis.
- Gold Derby Film Awards 2003 : meilleure distribution pour Le Seigneur des anneaux : Les Deux Tours

## Voix francophones
(décembre 2024).
 (septembre 2021).
La mise en forme du texte ne suit pas les recommandations de Wikipédia : il faut le « wikifier ».
Les points d'amélioration suivants sont les cas les plus fréquents. Le détail des points à revoir est peut-être précisé sur la page de discussion.
- Les titres sont pré-formatés par le logiciel. Ils ne sont ni en capitales, ni en gras.
- Le texte ne doit pas être écrit en capitales (les noms de famille non plus), ni en gras, ni en italique, ni en « petit »…
- Le gras n'est utilisé que pour surligner le titre de l'article dans l'introduction, une seule fois.
- L'italique est rarement utilisé : mots en langue étrangère, titres d'œuvres, noms de bateaux, etc.
- Les citations ne sont pas en italique mais en corps de texte normal. Elles sont entourées par des guillemets français : « et ».
- Les listes à puces sont à éviter, des paragraphes rédigés étant largement préférés. Les tableaux sont à réserver à la présentation de données structurées (résultats, etc.).
- Les appels de note de bas de page (petits chiffres en exposant, introduits par l'outil «  Source ») sont à placer entre la fin de phrase et le point final[comme ça].
- Les liens internes (vers d'autres articles de Wikipédia) sont à choisir avec parcimonie. Créez des liens vers des articles approfondissant le sujet. Les termes génériques sans rapport avec le sujet sont à éviter, ainsi que les répétitions de liens vers un même terme.
- Les liens externes sont à placer uniquement dans une section « Liens externes », à la fin de l'article. Ces liens sont à choisir avec parcimonie suivant les règles définies. Si un lien sert de source à l'article, son insertion dans le texte est à faire par les notes de bas de page.
- La présentation des références doit suivre les conventions bibliographiques. Il est recommandé d'utiliser les modèles {{Ouvrage}}, {{Chapitre}}, {{Article}}, {{Lien web}} et/ou {{Bibliographie}}. Le mode d'édition visuel peut mettre en forme automatiquement les références.
- Insérer une infobox (cadre d'informations à droite) n'est pas obligatoire pour parachever la mise en page.

Pour une aide détaillée, merci de consulter Aide:Wikification.
Si vous pensez que ces points ont été résolus, vous pouvez retirer ce bandeau et améliorer la mise en forme d'un autre article.
En version française, Christopher Lee n'a pas de comédien régulier pour le doubler. Bon nombre de comédiens se sont succédé pour doubler l'acteur. Marc Cassot et Jacques Thébault le doublent à six reprises chacun. Dans les années 2000, Michel Le Royer est celui qui l'a le plus doublé, étant notamment sa voix dans les trilogies Le Seigneur des Anneaux et Le Hobbit. Bernard Dhéran, qui le double en 1959 dans Le Chien des Baskerville et en 1986 dans Shaka Zulu, le retrouve en 2002 dans la prélogie de Star Wars. Pierre Hatet le double en 2005 dans Charlie et la Chocolaterie et Pierre Dourlens en 2007 dans À la croisée des mondes : La Boussole d'or.
Christopher Lee s'est exprimé directement en français dans trois films : Les Mains d'Orlac (1960), Dracula père et fils (1976) et Les Rivières pourpres 2 (2004). Dans le film 1941, Christopher Lee, interprétant un colonel nazi, s'exprimait en allemand. Il n'a donc pas été nécessaire de le doubler en français.
En version québécoise, Lee n'a pas davantage de voix spécifique. Il est doublé à deux reprises chacun par Léo Ilial (Gremlins 2 : La Nouvelle Génération, Le Détonateur), Yves Massicotte (Sleepy Hollow, La Sorcière noire) et Guy Nadon (La Guerre des étoiles II : L'Attaque des clones, Star Wars : La Guerre des clones). À titre exceptionnel, Gérard Poirier le double dans Cosmos 1999, Jean Brousseau dans Les Stupides, Claude Préfontaine dans Charlie et la Chocolaterie, Stéphane Rivard dans La Mariée cadavérique et Hubert Fielden dans Hugo.

### Versions françaises
- Michel Le Royer dans les trilogies Le Seigneur des Anneaux et Le Hobbit, Hugo Cabret, La Locataire, Dark Shadows
- Marc Cassot dans Le Crâne maléfique, Le Masque de Fu-Manchu, Les 13 Fiancées de Fu Manchu, La Vengeance de Fu Manchu, The Blood of Fu Manchu, Les Nouvelles Aventures de Robin des Bois
- Jacques Thébault dans La Maison qui tue, Le Manoir des fantasmes, Les Trois Mousquetaires, On l'appelait Milady, L'Homme au pistolet d'or, Dent pour dent
- Bernard Dhéran dans Le Chien des Baskerville, Shaka Zulu, prélogie de Star Wars, Star Wars : The Clone Wars